# Acheron (banda)
Acheron es una banda de death metal y black metal estadounidense, originalmente fundada en Florida en 1988 por el vocalista / bajista / compositor Vincent Crowley. La producción musical de Acheron es casi exclusivamente satánica y anticristiana en su contenido. En los primeros álbumes figuran interludios de Peter H. Gilmore.

## Integrantes
- Vincent Crowley - bajo, voz (1988-presente)
- Kyle Severn - batería (2002-presente)
- Max Otworth - guitarra (2006-presente)

Integrantes antiguos
- Vincent Breeding - guitarra (1992-1994)
- Michael Estes - guitarra (1996-2003)
- Bill "Belial" Koblak - guitarra (1988)
- Peter Slate - guitarras (1991)
- Tony Blakk - guitarras (1992-1994)
- Ben Meyer - guitarras (1998)
- Adina Blase - Teclados (1998)
- John Scott - teclados (1996-1998)
- James Strauss - batería (1991)
- Mike Browning - batería (1992-1994)
- Richard Christy - batería (1996)
- Tony Laureano - batería (1998)
- Jonathan Lee - batería (1998-1999)

## Discografía
- 1989: Messe Noir (demo)
- 1991: Rites Of The Black Mass (relanzado en 2006)
- 1992: Alla Xul - 7" (demo)
- 1992: Rites Of The Black Mass
- 1994: Satanic Victory (EP)
- 1994: Lex Talionis
- 1995: Hail Victory
- 1996: Anti-God, Anti-Christ
- 1998: Those Who Have Risen (Lanzado con Full Moon Productions)
- 1999: Lex Talionis / Satanic Victory
- 2001: Compendium Diablerie - The Demo Days
- 2002. Xomaly
- 2003: Rebirth: Metamorphosing Into Godhood
- 2004: Decade Infernus 1988 - 1998
- 2008: Satanic Supremacy (Demo)
- 2009: The Final Conflict: Last Days Of God
- 2014:  Kult Des Hasses